# Made in Lanús
Made in Lanús es una obra teatral argentina publicada en 1986 basada en el libro de mismo nombre. La obra de Nelly Fernández Tiscornia fue base de la película Made in Argentina.

## Sinopsis
La obra, en un contexto de reciente restauración de la democracia, narra la historia de dos hermanos, Mabel y "El Negro", que, durante la última dictadura militar, llevó al exilio del primero y encaminaron sus vidas por separado. "El Negro" vivía en Lanús con su esposa la "Yoli" y su hija Patricia. Mabel, exiliada en Estados Unidos, con su esposo Osvaldo y sus dos hijas deciden volver a Argentina para un casamiento. A partir de que se encuentran las parejas van dialogando sobre las vivencias qué han tenido y tienen, y sobre los estilos de vida de ambos países.

## Personajes características
| Personaje                   | Actor              |
| --------------------------- | ------------------ |
| La Yoly                     | Leonor Manso       |
| El Negro                    | Patricio Contreras |
| Mabel (Hermana de El Negro) | Marta Bianchi      |
| Osvaldo                     | Luis Brandoni      |